# Marcelino de Camargo
O Capitão Marcelino de Camargo, (?-1676), patriarca da família Camargo Pimentel, foi o 4º filho de Jusepe Ortiz de Camargo e Leonor Domingues, irmão de Fernando de Camargo, o Tigre, e José Ortiz de Camargo, bandeirantes e  famosos chefes do Partido dos Camargos contra os Pires na guerra que abalou São Paulo no meio do século XVII. Era, também, irmão do Capitão Jerônimo de Camargo, fundador da cidade de Atibaia em São Paulo.
Diz Silva Leme em sua «Genealogia Paulistana» volume I que, «foi, como seus irmãos, um cidadão de respeito, que ocupou os importantes cargos no seu tempo, entre outros o de juiz ordinário em 1646 em São Paulo. Casou-se em 1639 em São Paulo com Mécia Ferreira Pimentel de Távora, filha de João Ferreira Pimentel de Távora e de Maria Ribeira, neta paterna de Vicente da Rocha Pimentel (de justificada nobreza em Portugal, onde se tratava essa família à lei da nobreza, com criados, cavalos e armas, como se vê da sentença nos autos de justificação de nobiliate et puritate sanguinis, obtida pela supra dita Mécia Ferreira) e de Maria Ferreira de Távora, neta materna de Bartolomeu Bueno, o sevilhano, e de Maria Pires.
Morreu em São Paulo em 1676 e sua mulher em 1712 e deixaram 11 filhos.
Entre os filhos, deixou o Capitão Francisco de Camargo Pimentel, que teve lavras minerais no distrito do Rio das Mortes, de onde com seus dois filhos naturais, tidos em solteiro, extraiu grande quantidade de ouro; quando esteve nas minas, além das lavras próprias, ocupou-se da administração dos bens que seu irmão, o alcaide-mor José de Camargo Pimentel, tinha no Rio das Mortes e em Sabará, onde, por conta da viúva, sua cunhada, plantou roças e extraiu ouro de suas lavras. Foi por muitos anos proprietário do ofício de juiz de órfãos de São Paulo, em sucessão a seu sogro Salvador Cardoso de Almeida, o qual tinha recebido em dote o dito ofício do cavaleiro Antonio Raposo da Silveira. Faleceu com testamento em 1724 na freguesia de Atibaia, onde tinha sua fazenda de cultura. Sua mulher,  Isabel da Silveira Cardoso, morta em 1738 na mesma freguesia, era filha de Salvador Cardoso de Almeida e de Ana Maria da Silveira, neta paterna de Matias Cardoso de Almeida, da Ilha Terceira, e de Isabel Furtado, neta materna do governador Antônio Raposo da Silveira, cavaleiro de Santiago, e de Maria Raposo de Siqueira. Teve 16 filhos legítimos e dois naturais.